# Tremplin des Launes
Ne doit pas être confondu avec Tremplin de Beuil.
Le tremplin des Launes est un tremplin de saut à ski de France, situé à Beuil, dans les Alpes-Maritimes. Construit en 1936, il est désormais à l'abandon.

## Dans la culture
Le tremplin des Launes servira à une cascade publicitaire effectuée par Rémy Julienne en 1985 avec une voiture et à une autre effectuée en moto par son fils pour le film Feu, Glace et Dynamite avec Roger Moore[réf. nécessaire].